# Noé Blancafort
Noé Blancafort (Sabadell, 8 de octubre de 1984) es un actor y director español de televisión, cine y teatro. Es principalmente conocido por su participación en el programa de sátira política Polònia de TV3 y por el anuncio de Estrella Damm - El Bulli de 2011.

## Biografía
Después de cursar estudios relacionados con la informática, decide probar suerte en el mundo de la interpretación, y es seleccionado para trabajar en el programa La via làctia de 8TV dirigido por Jordi González después de haber realizado cortometrajes con estudiantes de ESCAC, ECIB o EMAV.
A partir de ese momento, decide dejar la informática para centrarse en la interpretación, y empieza a protagonizar múltiples anuncios, como el de Estrella Damm - El Bulli, dirigido por Isabel Coixet o el de Nokia N8 dirigido por Osmo Walden.
En televisión, es conocido por imitar al político Santiago Abascal en el programa Polònia, y participa en series como La que se avecina de Telecinco, La riera o Com si fos ahir de TV3.
En cine, protagoniza el cortometraje premiado internacionalmente, Fist of Jesus y participa en películas como Family Tour, Losers o Roads, dirigida por Sebastian Schipper.
En teatro, ha protagonizado microobras como Maestro y Les valkiries de Marc Torrecillas, o Penteatre Atòmic y también teatro musical, como la obra Generacions del Orfeó Lleidatà.
Como director, ha dirigido el cortometraje Pèrdua, escrito por Oriol Prat Bouis. 

## Distinciones
- Nominación a Best Duo junto a Marc Velasco por Fist of Jesus en CinEuphoria.